# USA:s Grand Prix 1967

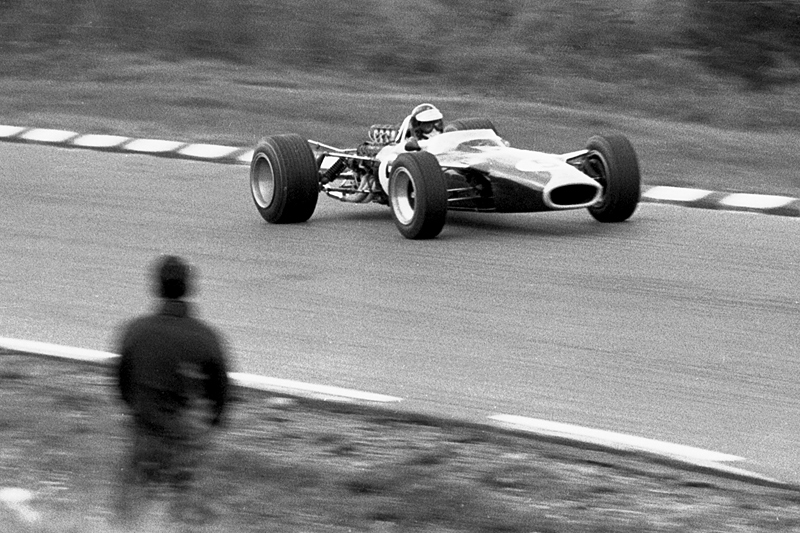
segraren Jim Clark i sin Lotus 49.

USA:s Grand Prix 1967 var det tionde av elva lopp ingående i formel 1-VM 1967.  

## Resultat
1. Jim Clark, Lotus-Ford, 9 poäng
2. Graham Hill, Lotus-Ford, 6
3. Denny Hulme, Brabham-Repco, 4
4. Jo Siffert, R R C Walker (Cooper-Maserati), 3
5. Jack Brabham, Brabham-Repco, 2
6. Joakim Bonnier, Jo Bonnier (Cooper-Maserati), 1
7. Jean-Pierre Beltoise, Matra-Ford

### Förare som bröt loppet
- John Surtees, Honda (varv 96, generator)
- Chris Amon, Ferrari (95, motor)
- Jackie Stewart, BRM (72, insprutning)
- Jacky Ickx, Cooper-Maserati (45, överhettning)
- Guy Ligier, Ligier (Brabham-Repco) (43, motor)
- Chris Irwin, Reg Parnell (BRM) (41, motor)
- Mike Spence, BRM (35, motor)
- Jochen Rindt, Cooper-Maserati (33, motor)
- Dan Gurney, Eagle-Weslake (24, upphängning)
- Bruce McLaren, McLaren-BRM (16, vattenläcka)
- Moisés Solana, Lotus-Ford (7, tändning)

## VM-ställning
| Förarmästerskapet 1. Denny Hulme, Brabham-Repco, 47 2. Jack Brabham, Brabham-Repco, 42 3. Jim Clark, Lotus-Ford, 32 | Konstruktörsmästerskapet 1. Brabham-Repco, 61 2. Lotus-Ford, 35 3. Cooper-Maserati, 27 |